# Burgeo
Burgeo är en ort i Kanada. Den ligger i provinsen Newfoundland och Labrador, i den östra delen av landet, 1 400 km öster om huvudstaden Ottawa. Burgeo ligger 1 meter över havet och antalet invånare är 1 627.